# Deutsche Bibelgesellschaft
La Deutsche Bibelgesellschaft ("Sociedad Bíblica Alemana") es una fundación religiosa protestante involucrada en la publicación y así como la difusión del mensaje de la Biblia.
La Sociedad es conocida por sus publicaciones de la Biblia en sus idiomas originales junto a su traducción, así como de los textos apócrifos y obras eruditas en estudios bíblicos. Su presidenta actual es Annette Kurschus.

## Historia
En 1965, varias sociedades bíblicas regionales independientes se unieron como la Organización Bíblica Protestante. La Sociedad Bíblica Alemana se formó en 1981 cuando esta organización se unió a la Fundación Bíblica Alemana, formada por las sociedades bíblicas de las iglesias protestantes de los estados alemanes. La sociedad tiene su sede en el distrito de Möhringen, en el sur de la ciudad de Stuttgart. Sus orígenes se remontan, entre otras cosas, a la Institución Bíblica de Canstein, fundada en 1710.
Libros publicados
Las operaciones editoriales de la Sociedad Bíblica Alemana cubren más de 700 libros y otros productos, de los cuales 300 son ediciones de la Biblia. Distribuye más de 400.000 biblias al año, principalmente la traducción de la biblia de Lutero y la moderna Biblia de las Buenas Nuevas. La Sociedad publica los textos base internacionalmente aceptados para la traducción de la Biblia: la Biblia Hebraica Stuttgartensia, el Novum Testamentum Graece y el Nuevo Testamento griego. Sus publicaciones también incluyen Biblias para niños, electrónicas y en formatos menores.
También ofrece un diccionario bíblico en línea compilado por expertos en la materia.
- Novum Testamentum Graece Nestlé-Aland.
- Biblia Hebraica Stuttgartensia
- Nueva Vulgata
- Plisch, Uwe-Karsten (2007). Das Thomasevangelium. Originaltext mit Kommentar. Stuttgart: Deutsche Bibelgesellschaft. ISBN 3-438-05128-1.
- Handkonkordanz zum griechischen Neuen Testament, A. Schmoller
- Konkordanz zum hebräischen Alten Testament, G. Lisowsky

## Ministerio bíblico
De acuerdo a sus estatutos, la segunda función principal de la Sociedad Bíblica Alemana es difundir el mensaje de la Biblia. El objetivo principal es hacer que la Biblia sea accesible. En el pasado, se consideraba que esto se lograba principalmente mediante la distribución de la Biblia, pero hoy también se considera importante ofrecer a las personas con formas de acceder a la Biblia. Este trabajo se lleva a cabo a través de 19 oficinas operadas por Sociedades Bíblicas regionales.
La Sociedad Bíblica Alemana, junto a otras 145 Sociedades Bíblicas del mundo, trabaja para traducir, publicar y distribuir las Sagradas Escrituras. Las Sociedades Bíblicas buscan que la Biblia esté disponible para todas las personas en su idioma materno a un precio que puedan pagar. Desde 1975, la iniciativa Apoyo Mundial a la Biblia de la Sociedad Bíblica Alemana recauda fondos en Alemania para apoyar proyectos en países pobres con este objetivo.

## Estructura
Las unidades ejecutivas de la Sociedad Bíblica Alemana incluyen la asamblea general, la junta directiva y el equipo directivo. Los principios y directrices de su trabajo son decididos por la asamblea general, compuesta por representantes de 23 Sociedades Bíblicas regionales, 14 Iglesias libres y organizaciones cristianas, además de individuos.
El consejo es responsable de garantizar que se cumplan los deberes de la fundación y de supervisar las actividades de la Sociedad. Está compuesto por un presidente, dos suplentes y hasta 16 miembros más. Desde 2011 el presidente es Johannes Friedrich, obispo de Baviera.
El equipo directivo es responsable de implementar las políticas. El secretario general de la Sociedad es el reverendo Klaus Sturm, que en enero de 2010 sucedió a Jan-A. Bühner, Secretario General desde 1997. En el equipo directivo trabaja junto al secretario general el director comercial Felix Breidenstein.
La Sociedad Bíblica Alemana es miembro del grupo de trabajo de servicios misioneros de la Iglesia Protestante Alemana.
Además, colabora con la Sociedad Bíblica Católica en la gestión de la agencia de viajes ecuménica Biblische Reisen, con sede en Stuttgart, que ofrece viajes de estudios a Israel y a otros lugares importantes del cristianismo y de la vida religiosa.